# Tacoma Building
El Tacoma Building es uno de los primeros rascacielos de Chicago, en el estado de Illinois (Estados Unidos). Terminado en 1889, fue el primer gran edificio diseñado por el estudio de arquitectura Holabird & Root. El Tacoma fue demolido en 1929 para ser reemplazado por One North LaSalle.

## Descripción
Edificio pionero de la Escuela de Chicago, utiliza una estructura de hierro y acero construida por George A. Fuller con, por primera vez, todos sus miembros fijados entre sí mediante remaches. Aunque internamente todavía está sostenido por muros de carga, las dos fachadas hacia LaSalle Street y Madison Street son verdaderos muros cortina. Con esto, la estructura de Holabird & Roche fue más allá de la solución de William LeBaron Jenney para su Home Insurance Building.
Después de investigar el hito perdido de Chicago, la Asociación Nacional de Propietarios y Administradores de Edificios diagnosticó que la causa de su obsolescencia era el diseño ineficiente del edificio.

## Galería

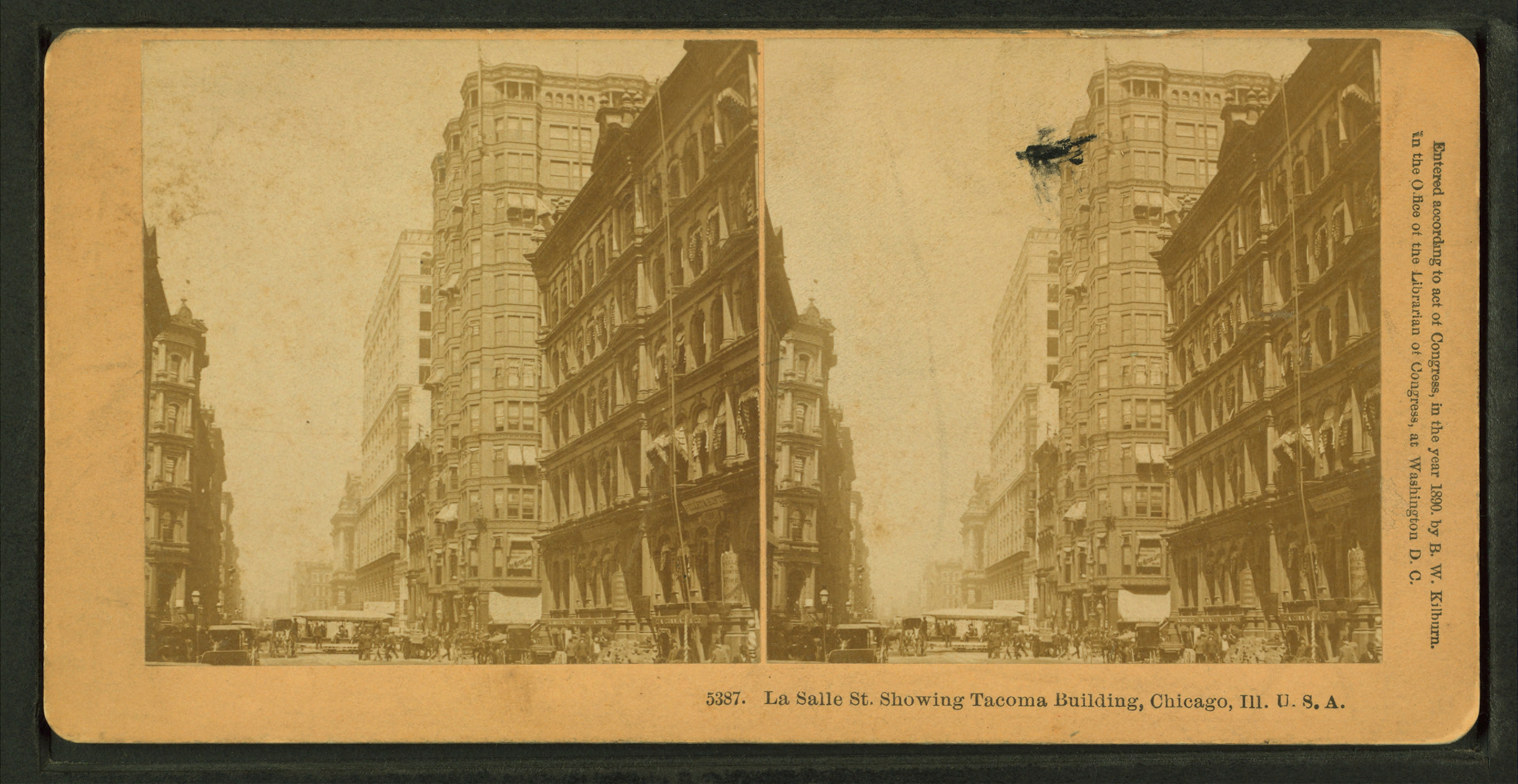
El Tacoma Building es el edificio alto. Vista estereoscópica de Benjamin W. Kilburn.